# Versammlung von Turkmenistan
Die Versammlung von Turkmenistan (turkmenisch Türkmenistanyň Mejlisi) ist das Einkammerparlament von Turkmenistan. In die Versammlung werden 125 Abgeordnete für jeweils fünf Jahre gewählt. Das Parlamentsgebäude befindet sich in der Hauptstadt Aşgabat und wurde 2002 erbaut.

## Geschichte
Die Versammlung wurde 1992 gegründet und löste den Obersten Sowjet der Turkmenischen SSR (1938–1992) ab. Zu Beginn zählte das Parlament nur 50 Abgeordnete, seit der Verfassungsänderung im Jahr 2008 sind es 125. Von 1992 bis 2008 war die Demokratische Partei Turkmenistans (TDP), die Nachfolgepartei der Kommunistischen Partei, die einzige zugelassene Partei im Lande, und folglich gingen alle Sitze im Mejlis an die TDP. Diese Partei dominiert trotz der Einführung des Mehrparteiensystems weiterhin das Parlament. Mit der Verfassungsänderung 2021 erhielt Turkmenistan ein Zweikammersystem mit dem Volksrat (Halk Maslahati) als Oberhaus und der Versammlung (Mejlis) als Unterhaus.
Seit einer erneuten Verfassungsänderung von 2023 hat Turkmenistan mit der Versammlung (Mejlis) wieder ein Einkammerparlament.

## Wahlen
Parlamentswahlen fanden am 11. Dezember 1994, am 12. Dezember 1999, am 19. Dezember 2004, am 14. und 28. Dezember 2008, am 15. Dezember 2013 und am 25. März 2018 statt. Die letzten Wahlen fanden am 26. März 2023 statt.